# Субмиллиметровая астрономия
Субмиллиметровая астрономия (англ. Submillimetre astronomy) — раздел наблюдательной астрономии, связанный с наблюдениями в субмиллиметровом диапазоне длин волн (терагерцевое излучение). Астрономы помещают субмиллиметровый диапазон между далёким инфракрасным диапазоном и микроволновым диапазоном, то есть  в области длин волн от нескольких сотен микрометров до миллиметра. В субмиллиметровой астрономии единицей измерения длин волн зачастую является микрон.
Используя субмиллиметровые наблюдения, астрономы исследуют молекулярные облака и ядра тёмных туманностей с целью выяснения процессов звездообразования с момента коллапса до рождения звезды.  Субмиллиметровые наблюдения тёмных облаков могут использоваться для определения химического состава и механизмов охлаждения составляющих их молекул. Также субмиллиметровые наблюдения используются при изучении процессов образования и эволюции галактик.

## Наземная субмиллиметровая астрономия
Наиболее существенным ограничением для обнаружения излучения из космоса в субмиллиметровом диапазоне длин волн для наземного наблюдателя является излучение атмосферы, шумы и затухание излучения. Как и в инфракрасном диапазоне, в субмиллиметровой части спектра находится большое количество полос поглощения водяного пара, и наблюдения возможно проводить только в окнах прозрачности.  Идеальное место для проведения наблюдений в субмиллиметровом диапазоне должно быть сухим, прохладным, иметь устойчивые погодные условия и  находиться вдали от населённых пунктов. Существует лишь несколько подобных мест, например, Мауна-Кеа (Гавайи, США), Обсерватория плато Чахнантор (Чили), Южный полюс, гималайский отдел Индийской астрономической обсерватории. Сравнительный анализ показал, что все четыре пункта идеально подходят для субмиллиметровых наблюдений; Мауна-Кеа при этом является наиболее известным и доступным пунктом. Некоторый интерес был проявлен к пунктам высоких широт Арктики, особенно к Верхнему Лагерю в Гренландии, где общее влагосодержание меньше, чем на Мауна-Кеа (хотя, малая широта Мауна-Кеа позволяет наблюдать большее количество объектов южного неба).
Обсерватория плато Чахнантор имеет телескоп Atacama Pathfinder Experiment, крупнейший субмиллиметровый телескоп в южном полушарии, а также крупнейший наземный астрономический проект, Atacama Large Millimeter Array, интерферометр в субмиллиметровом диапазоне длин волн, состоящий из 54 12-метровых и 12 7-метровых радиотелескопов. The Submillimeter Array, Субмиллиметровая антенная решётка, является другим интерферометром, расположенным на Мауна-Кеа  и состоящим из восьми 6-метровых радиотелескопов. Крупнейший из существующих сейчас субмиллиметровых телескопов, Телескоп Джеймса Кларка Максвелла, также расположен на горе Мауна-Кеа.

## Субмиллиметровая астрономия в ближнем космосе
При помощи стратостатов и других летательных аппаратов можно проводить исследования из более высоких слоёв атмосферы.  В качестве примеров можно привести телескопы BLAST и SOFIA, хотя SOFIA может проводить наблюдения и в ближнем инфракрасном диапазоне.

## Субмиллиметровая астрономия в космосе
| Сравнение     |      |               |              |
| Название      | Год  | Длина волны   | Апертура     |
| Глаз человека | -    | 0,39-0,75 мкм | 0,01 м       |
| SWAS          | 1998 | 540 - 610 мкм | 0,55 - 0,7 м |
| Herschel      | 2009 | 55-672 мкм    | 3,5 м        |

Космические наблюдения в субмиллиметровом диапазоне  свободны от атмосферного поглощения. Первым субмиллиметровым телескопом в космосе был советский БСТ-1М, размещённый в отсеке научной аппаратуры орбитальной станции Салют-6. Он был оснащен зеркалом диаметром 1,5 м и предназначался для проведения астрофизических исследований в ультрафиолетовом (0,2 – 0,36 мкм), инфракрасном (60 – 130 мкм) и субмиллиметровом (300 – 1000 мкм) областях спектра, которые интересны тем, что позволяют изучать холодные газовые космические облака, а также получать информацию о процессах, происходящих в верхних слоях земной атмосферы.
Спутник SWAS был запущен на низкую околоземную орбиту 5 декабря 1998 года  как одна из миссий НАСА. Целью космического аппарата было изучение гигантских молекулярных облаков и ядер тёмных облаков. Исследования касались пяти спектральных линий:  воды (H2O), изотопа воды (H218O), изотопа монооксида углерода (13CO), молекулярного  кислорода (O2), нейтрального углерода (C I).
В июне 2005 года целью аппарата стала поддержка эксперимента Deep Impact, До августа 2005 года аппарат следил за содержанием воды в комете. 
В 2009 году ЕКА запустило миссию Herschel, телескоп которой обладает наибольшим диаметром среди всех телескопов, отправленных в космос. Наблюдения проводятся в далёком инфракрасном и субмиллиметровом диапазонах. Космический аппарат обращается по орбите Лиссажу вокруг точки Лагранжа L2 системы Земля-Солнце. Точка L2 расположена примерно в 1,5 млн км от Земли. Данная обсерватория исследует первые стадии формирования галактик.